# Joachim Kühn
Ne doit pas être confondu avec Joachim Kuhn.
Pour les articles homonymes, voir Kühn.
 (mai 2025).
Joachim Kühn, est un musicien allemand de jazz, né le  15 mars 1944 à Leipzig (Allemagne).

## Biographie
Dans ses jeunes années, Joachim Kühn entame une carrière de pianiste de concert avant de s'intéresser de plus en plus au jazz, sous l'influence de son frère aîné, le clarinettiste Rolf Kühn, qui lui fait découvrir notamment John Coltrane et Ornette Coleman, dont l'esthétique va marquer son évolution musicale. Il commence une carrière internationale au  Jazz Jamboree de Varsovie en 1963, et après un premier trio très influent sur la scène du jazz est-allemand  (avec en particulier Klaus Koch), il déménage en Allemagne de l'Ouest en 1966, puis en 1968 à Paris. Il joue alors du free jazz (avec un saxophone alto) puis, dans les années 1970 s'intéresse au jazz-rock avec par exemple Jean-Luc Ponty, Philip Catherine, Zbigniew Seifert ou Aldo Romano.
Sa virtuosité au piano, jamais gratuite car mise tout entière au service de l'expressivité, s'exprime volontiers dans le cadre de trios : avec le bassiste Jean-François Jenny-Clark et le batteur Daniel Humair, mais aussi plus récemment avec Rabih Abou-Khalil et Jarrod Cagwin, avec Majid Bekkas et Ramón Lopez.
Improvisateur brillant, Joachim Kühn développe au fil des années un « système » harmonique, le Diminished Augmented System, qu'il expose musicalement dans l'album du même nom (1999) et utilise dans ses compositions. Ce système a pour caractéristique de se baser sur les sons et non sur les notes, et facilite l'improvisation en libérant la musique des contraintes tonales ou modales. Il joue également du saxophone alto, essentiellement en improvisation.
Joachim Kühn est l'un des rares pianistes avec lesquels ait joué Ornette Coleman. L'album Colors (1996), enregistré en public à Leipzig, est le premier témoin d'une collaboration et d'une amitié durables (Kühn est désormais l'un des membres du Ornette Coleman Quartet). C'est Ornette Coleman qui a incité Joachim Kühn à approfondir sa relation musicale avec les œuvres de Jean-Sébastien Bach, cantor de l'église Saint-Thomas de Leipzig. Kühn a ainsi intégré à son répertoire familier plusieurs pièces de Bach, notamment la Chaconne de la Partita n° 2 pour violon en Ré mineur, que l'on retrouve sur plusieurs de ses enregistrements (Allegro Vivace, Live at Schloss Elmau avec Michael Wollny).

## Discographie sélective

### Piano solo
- Solos - Futura Ger 18 (1971)
- Snow in the desert  (1980)
- Distance (1984)
- Situations (1988)
- Dynamics (1990)
- Abstracts (1994)
- The Diminished Augmented System (1999)
- Piano Works - Allegro vivace (2005)

### Trio avecDaniel HumairetJean-François Jenny-Clark
- Easy to read (1985)
- From Time To Time Free (1988)
- Live 1989 (1989)
- Carambolage avec le big band de la radio ouest-allemande (1991)
- Usual Confusion (1993)
- The threepenny opera (1996)
- Triple entente (1999)

### Autres enregistrements
- Bloody Rockers, avec Rolf Kühn, BYG Records, 1969
- Hip Elegy, avec Alphonse Mouzon, Philippe Catherine, Terumasa Hino, John Lee et Naná Vasconcelos, 1975
- Springfever, (avec Philip Catherine, John Lee, Gerald Brown), 1976
- Joachim Kühn et Jan Akkerman Live, 1979
- Nightline New York (1981), avec Michael Brecker, Eddie Gomez, Billy Hart, Bob Mintzer et Mark Nauseef
- Colors, avec Ornette Coleman, 1996
- Dark, avec Walter Quintus, Son digital
- Get up early, avec Walter Quintus, son digital
- Universal Time (Emarcy 2002) avec Scott Colley, Horacio « El Negro » Hernandez, Chris Potter et Michel Portal.
- Journey to the center of an egg, avec Rabih Abou Khalil et Jarrod Cagwin
- Poison, avec Jean-Paul Céléa et Wolfgang Reisinger, 2005 (sortie en France mars 2007)
- Kalimba avec Ramón López et Majid Bekkas, sortie Allemagne 2007 (France 2008)
- Full Contact (Bee Jazz 2008) avec Daniel Humair et Tony Malaby
- Piano Works IX - Live at Schloss-Elmau, duo avec Michael Wollny (ACT 9758-2), 2009
- Out Of The Desert, trio avec Ramón López et Majid Bekkas, (ACT 9456-2), 2009
- If (Blue) Then (Blue) avec Heinz Sauer et Michael Wollny (ACT 9493-2), 2010
- Chalaba, trio avec Ramón López et Majid Bekkas, (ACT 9502-2), 2011
- Beauty & Truth, trio avec Chris Jennings et Eric Schaefer, 2016